# 이란 민중당
이란 민중당(페르시아어: حزب تودۀ ایران 헤즈브에 투데예 이란)은 이란의 공산주의 정당이다. 1941년 솔레이만 모흐센 에스칸다리를 초대 당수로 창당되었다. 창당 초기 상당한 영향력이 있었으며, 모하마드 모사데그 총리의 앵글로-페르시아 석유공사 국유화 시도 때 중요한 역할을 했다. 1953년 팔레비 2세의 친위 쿠데타로 모사데그가 실각하고 민중당은 일시 와해되었으나 재결집하여 존속했다. 이란 혁명 이후 이슬람주의 정권에 의해 1982년 활동 금지되었다. 지금도 존재하긴 하지만, 1988년 이란 정치범 학살 때 당원 다수가 학살당하면서 그 영향력은 거의 미미하다.